# Ирфан Хан
Сахабзаде Ирфан Али Хан (хинд. साहबजादे इरफ़ान अली ख़ान; Тонк, 7. јануар 1967 — Мумбај, 29. април 2020) био је индијски глумац. Прославио се улогама у Боливуду, а касније је глумио и у британским и америчким филмовима.

## Биографија
Још од детињства показивао је интересовање за глуму. Године 1984. се преселио у Њу Делхи како би студирао глуму. Након неколико познатих индијских филмова, тумачио је улогу полицијског инспектора у филму Милионер са улице за коју је заједно са целом глумачком екипом добио Награду Удружења филмских глумаца за најбољу филмску поставу. Тумачио је споредне улоге у филмовима Чудесни Спајдермен, Пијев живот, Свет из доба јуре и Инферно.
Преминуо је 29. априла 2020. године од последица инфекције дебелог црева.

## Награде
- Филмферова награда за најбољег негативца (2004)
- Филмферова награда за најбољег споредног глумца (2008)
- Филмферова награда за најбољег главног глумца (2018, 2021)
- Падма Шри (2011)
- Филмферова награда за животно дело (2021)